# Jesus Moreno
Jesus Moreno (Jesus Moreno Montalban), né le 28 juillet 1939 à Bordeaux et mort le 22 février 2019 à Genève, est un photographe d'origine franco-espagnole qui a vécu et travaillé à Genève.

## Biographie
Sa famille fuit l'Espagne et se réfugie à Bordeaux où il naît en 1939. En 1948, elle s'établit à Genève et il y passe ensuite son enfance et va y vivre.
Il fait des études à l'École des Beaux-Arts de Genève et au Conservatoire de musique de Genève. En 1967, il découvre la photographie et il s'y forme en autodidacte. En 1971, il ouvre un atelier de photographie, spécialisé dans le portrait et l'architecture. En 1974, il crée une école pour les photographes amateurs et, dans son atelier à Carouge, il fonde une des premières galeries suisses dédiée uniquement à la photographie. Il expose les œuvres de Yves Humbert, Mandanis, Hans Feurer ou encore Pete Turner. Chaque année, il y organise une exposition qualifiée de "sauvage" à laquelle peuvent participer les photographes amateurs ou professionnels.
En 1977, il réalise un tour de France pour photographier les monuments aux morts,. De 1979 à 1981, il séjourne en Espagne. De retour à Genève, il se spécialise dans la photographie des arts de la scène, de la danse et ses clichés paraissent dans la presse romande (Tribune de Genève, 24 Heures (Suisse), Le Matin) ou dans des revues spécialisées.
Entre 1983 et 1989, il travaille notamment pour la Comédie de Genève que dirige le metteur en scène Benno Besson. Il collabore régulièrement avec la danseuse Noemi Lapzeson entre 1981 et 1994 et publie un livre à son sujet. Entre 1984 et 2005, il travaille comme scénographe et décorateur pour la chorégraphe Laura Tanner, qui choisit d'intégrer certaines de ses œuvres à ses pièces, ou encore avec l'ensemble de musique contemporaine Contrechamp ou le Festival Archipel.
Il a enseigné la photographie dans diverses institutions en Suisse romande, aux Activités culturelles de l’Université de Genève entre 1982 et 1991, à l’École de photographie créative de Lausanne, au Centre d’enseignement de la photographie professionnelle d’Yverdon où il a pour élève, entre autres, Jean Revillard, ainsi qu'à l’École de Photographie de Monthey (1982-1991) dont il devient directeur pédagogique (1991-1992).

## Prix et distinctions
- 1977 : Prix Kodak de l'édition pour son livre Studio 1, 1977

## Expositions
- 1995 : Impulsions. Genève, Saint-Gervais[7].
- 1989 : Jesus Moreno. Regards de chorégraphes. Lausanne, Musée de l'Elysée, Genève, Salle Patiño[8]

## Affiches
- 1990 : Festival de danse APIC[9]
- 1991 - 1993: Vertical Danse[10], Compagnie Noemi Lapzeson[11]

## Publications
- Jesus Moreno et Jean Spinatsch (textes), Studio 1, Genève, Photo+ciné, coll. « Studio 1 », 1977, spéciale éd., 40 f. de planches
- Yvette Z'Graggen (photogr. Jesus Moreno, Michel Gönczy, Pierre Gönczy, Holger Tausch), Asile en péril, Lausanne, P.-M. Favre, 1987 (ISBN 282890282X)
- Anne Cuneo (photogr. Jesus Moreno), Bruno Besson et Hamlet, un portrait à travers quelques mises en scène d' "Hamlet", Lausanne, P.-M. Favre, coll. « Les planches », 1987, 325 p. (ISBN 2828902870)
- Armand Brulhart et Françoise Nydegger (photogr. Jesus Moreno, Dany Gignoux), Chers Pâquis : regards sur un quartier de Genève, Genève, Archigraphie, 1989, 90 p. (ISBN 2601001674)
- Jesus Moreno et Philippe Albèra (textes), Noemi Lapzeson par Jesus Moreno : photographies de 1981 à 1994, Genève, Association pour la danse contemporaine, 1994, 94 p.

## Archives
Fonds d'atelier de Jesus Moreno (1974-2005) [œuvre photographique, documents personnels, archives de la galerie et activité d'enseignement de la photographie, documentation ; 10 mètres linéaires].  Cote : CH-000007-9 CIG : mor. Genève : Centre d'iconographie de la Bibliothèque de Genève (présentation en ligne).